# Micropterus treculi
Micropterus treculi је зракоперка из реда Perciformes и фамилије Centrarchidae. 

## Угроженост
Подаци о распрострањености ове врсте су недовољни.

## Распрострањење
Сједињене Америчке Државе (само Тексас) су једино познато природно станиште врсте.

## Станиште
Станиште врсте су слатководна подручја.